# فرودگاه مارینخوف
فرودگاه مارینخوف (به انگلیسی: Marienkhof) یک فرودگاه نظامی است که یک باند فرود بتن دارد و طول باند آن ۲۰۰۰ متر است. این فرودگاه در کشور روسیه قرار دارد و در ارتفاع ۵۸ متری از سطح دریا واقع شده‌است.